# Associazione Calcio Hellas Verona 1990-1991
Questa pagina raccoglie le informazioni riguardanti il Calcio Hellas Verona nelle competizioni ufficiali della stagione 1990-1991.

## Stagione
Nella stagione 1990-1991 il Verona affidato al tecnico Eugenio Fascetti disputa il campionato di Serie B, con 45 punti ottiene il secondo posto e ritorna in Serie A, con il Foggia, la Cremonese e l'Ascoli. Nel girone di andata con 21 punti si piazza in quinta posizione, nel girone di ritorno ottiene 24 punti. Migliori marcatori stagionali scaligeri sono Davide Pellegrini con 12 reti e lo svedese Robert Prytz con 11 reti, delle quali 4 su calcio di rigore. In Coppa Italia il Verona supera il primo turno eliminando il Palermo, nel secondo turno è estromesso dal torneo dal Torino.

## Divise e sponsor
Vengono mantenuti fornitore tecnico (Adidas) e sponsor ufficiale (Pastificio Rana).
| Casa | Trasferta |

## Rosa
| N. |                      | Ruolo | Calciatore            |
| -- | -------------------- | ----- | --------------------- |
|    | Italia (bandiera)    | P     | Attilio Gregori       |
|    | Italia (bandiera)    | P     | Silvano Martina       |
|    | Italia (bandiera)    | D     | Ernesto Calisti       |
|    | Italia (bandiera)    | D     | Luciano Favero        |
|    | Italia (bandiera)    | D     | Gianluca Lamacchi     |
|    | Italia (bandiera)    | D     | Cleto Polonia         |
|    | Italia (bandiera)    | D     | Vittorio Pusceddu     |
|    | Italia (bandiera)    | D     | Ezio Rossi            |
|    | Argentina (bandiera) | D     | Víctor Hugo Sotomayor |
|    | Italia (bandiera)    | C     | Antonio Elia Acerbis  |

| N. |                   | Ruolo | Calciatore          |
| -- | ----------------- | ----- | ------------------- |
|    | Italia (bandiera) | C     | Alessandro Cucciari |
|    | Italia (bandiera) | C     | Pietro Fanna        |
|    | Italia (bandiera) | C     | Andrea Icardi       |
|    | Italia (bandiera) | C     | Marino Magrin       |
|    | Italia (bandiera) | C     | Paolo Piubelli      |
|    | Svezia (bandiera) | C     | Robert Prytz        |
|    | Italia (bandiera) | A     | Tullio Gritti       |
|    | Italia (bandiera) | A     | Claudio Lunini      |
|    | Italia (bandiera) | A     | Davide Pellegrini   |

## Risultati

### Campionato

#### Girone di andata
| Arbitro: | Merlino (Torre del Greco) |

|                                          |           |  |
| Fanna 47’ D. Pellegrini 59’ Pusceddu 82’ | Marcatori |  |

| Cosenza 16 settembre 1990 2ª giornata | Cosenza         | 0 – 0 referto | Verona | Stadio San Vito\| Arbitro: \| Guidi (Bologna) \| |
| Arbitro:                              | Guidi (Bologna) |               |        |                                                  |

| Arbitro: | Felicani (Bologna) |

|                   |           |  |
| D. Pellegrini 30’ | Marcatori |  |

| Arbitro: | Boemo (Cervignano del Friuli) |

|                                           |           |  |
| Ravanelli 7’, 33’ (69), rig.’ Morello 70’ | Marcatori |  |

| Verona 7 ottobre 1990 5ª giornata | Verona          | 0 – 0 referto | Barletta | Stadio Marcantonio Bentegodi\| Arbitro: \| Cesari (Genova) \| |
| Arbitro:                          | Cesari (Genova) |               |          |                                                               |

| Padova 14 ottobre 1990 6ª giornata | Padova              | 0 – 0 referto | Verona | Stadio Silvio Appiani\| Arbitro: \| Amendolia (Messina) \| |
| Arbitro:                           | Amendolia (Messina) |               |        |                                                            |

| Arbitro: | Quartuccio (Torre Annunziata) |

|                   |           |  |
| Baiano 90’ (rig.) | Marcatori |  |

| Arbitro: | Stafoggia (Pesaro) |

|               |           |  |
| Pryzt 5’, 37’ | Marcatori |  |

| Arbitro: | Cardona (Milano) |

|               |           |           |
| Tovalieri 45’ | Marcatori | 46’ Prytz |

| Arbitro: | Longhi (Roma) |

|          |           |                    |
| Prytz 4’ | Marcatori | 37’ (aut.) Polonia |

| Arbitro: | Nicchi (Arezzo) |

|  |           |            |
|  | Marcatori | 43’ Magrin |

| Arbitro: | Fucci (Salerno) |

|                                             |           |  |
| D. Pellegrini 46’, 82’ Gritti 74’ Prytz 86’ | Marcatori |  |

| Arbitro: | Mughetti (Cesena) |

|             |           |            |
| Rotella 74’ | Marcatori | 85’ Lunini |

| Arbitro: | Rosica (Roma) |

|                   |           |  |
| D. Pellegrini 15’ | Marcatori |  |

| Arbitro: | Dal Forno (Ivrea) |

|              |           |  |
| Piscedda 44’ | Marcatori |  |

| Arbitro: | Merlino (Torre del Greco) |

|                         |           |  |
| Dell'Anno 10’ Balbo 48’ | Marcatori |  |

| Arbitro: | Mughetti (Cesena) |

|  |           |          |
|  | Marcatori | 14’ Paci |

| Arbitro: | Lo Bello (Siracusa) |

|                        |           |                            |
| Pasa 29’ Carruezzo 43’ | Marcatori | 58’ Sotomayor 71’ Pusceddu |

| Arbitro: | Cardona (Milano) |

|                |           |           |
| Lunini 36’ 65’ | Marcatori | 45’ Raggi |

#### Girone di ritorno
| Arbitro: | Rosica (Roma) |

|                                                     |           |                  |
| Traini 14’ (rig.) E. Rossi 72’ (aut.) Cambiaghi 90’ | Marcatori | 57’ (rig.) Prytz |

| Arbitro: | De Angelis (Civitavecchia) |

|            |           |  |
| Lunini 57’ | Marcatori |  |

| Arbitro: | Fabricatore (Roma) |

|  |           |           |
|  | Marcatori | 9’ Gritti |

| Arbitro: | Cinciripini (Ascoli Piceno) |

|            |           |             |
| Lunini 20’ | Marcatori | 19’ Modello |

| Arbitro: | Cesari (Genova) |

|             |           |                                            |
| Carrara 70’ | Marcatori | 45’, 65’ Pusceddu 55’, 86’, 90’ Pellegrini |

| Verona 10 marzo 1991 25ª giornata | Verona             | 0 – 0 referto | Padova | Stadio Marcantonio Bentegodi\| Arbitro: \| Felicani (Bologna) \| |
| Arbitro:                          | Felicani (Bologna) |               |        |                                                                  |

| Arbitro: | Trentalange (Torino) |

|                        |           |                 |
| Lunini 1’ E. Rossi 31’ | Marcatori | 12’ Signori 12’ |

| Arbitro: | Amendolia (Messina) |

|             |           |           |
| Favalli 58’ | Marcatori | 65’ Prytz |

| Arbitro: | Bazzoli (Merano) |

|                        |           |  |
| E. Rossi 53’ Prytz 57’ | Marcatori |  |

| Arbitro: | Pezzella (Frattamaggiore) |

|                |           |              |
| Quaggiotto 13’ | Marcatori | 40’ E. Rossi |

| Arbitro: | Rosica (Roma) |

|              |           |  |
| E. Rossi 90’ | Marcatori |  |

| Arbitro: | Cornieti (Forlì) |

|               |           |                  |
| Pierleoni 20’ | Marcatori | 33’ (rig.) Prytz |

| Arbitro: | Longhi (Roma) |

|             |           |               |
| Calisti 33’ | Marcatori | 52’ Scarafoni |

| Arbitro: | Ceccarini (Livorno) |

|                  |           |                             |
| Bonaldi 41’, 63’ | Marcatori | 27’ D. Pellegrini 39’ Prytz |

| Arbitro: | Chiesa (Livorno) |

|                  |           |  |
| D. Pellegrini 6’ | Marcatori |  |

| Arbitro: | Nicchi (Arezzo) |

|                              |           |  |
| D. Pellegrini 13’ Lunini 90’ | Marcatori |  |

| Arbitro: | Fucci (Salerno) |

|          |           |  |
| Paci 49’ | Marcatori |  |

| Verona 9 giugno 1991 37ª giornata | Verona           | 0 – 0 referto | Salernitana | Stadio Marcantonio Bentegodi\| Arbitro: \| Cardona (Milano) \| |
| Arbitro:                          | Cardona (Milano) |               |             |                                                                |

| Arbitro: | Frigerio (Milano) |

|             |           |  |
| Zannoni 10’ | Marcatori |  |

### Coppa Italia

#### Primo turno
| Arbitro: | Cardona (Milano) |

|                      |           |             |
| Prytz 13’ Lunini 81’ | Marcatori | 64’ Cangini |

| Arbitro: | Di Cola (Avezzano) |

|             |           |                                                |
| Cangini 44’ | Marcatori | 62’ D. Pellegrini 72’ (rig.) Magrin 79’ Lunini |

#### Secondo turno
| Arbitro: | Fabricatore (Roma) |

|  |           |                                                     |
|  | Marcatori | 44’ Cravero 68’ Skoro 79’ (aut.) Acerbis 86’ Müller |

| Arbitro: | Bazzoli (Merano) |

|  |           |           |
|  | Marcatori | 33’ Fanna |

## I marcatori
- 11 - Davide Pellegrini
- 10 - Robert Prytz
- 7 - Claudio Lunini
- 4 - Vittorio Pusceddu
- 4 - Ezio Rossi
- 2 - Tullio Gritti
- 1 - Ernesto Calisti
- 1 - Marino Magrin
- 1 - Pietro Fanna
- 1 - Victor Hugo Sotomayor